# 'Ndrina Iona
La 'ndrina Iona è una cosca malavitosa o 'ndrina della 'ndrangheta calabrese di Belvedere di Spinello. Il boss è Guirino Iona, detenuto nel carcere di Opera (MI) e sottoposto al regime carcerario del 41 bis.

## Storia
Il 16 febbraio 2011 la Guardia di Finanza sequestra beni dal valore di 1,2 milioni di euro al boss Guirino Iona, presunto capobastone dell'omonima cosca, tra cui immobili e auto.

## Organizzazione
Membri
- Guirino Iona, capobastone condannato all'ergastolo nel 2009 per associazione mafiosa, porto e detenzione abusiva di armi e per l'omicidio di tre persone.